# Staurodesmus aversus
Staurodesmus aversus  là một loài Song tinh tảo trong họ Desmidiaceae, thuộc chi Staurodesmus.